# Noam Pikelny
Noam Pikelny (Chicago, 27 februari 1981) is een Amerikaanse country- en bluegrassmuzikant (banjo, jazzzang). Hij maakt deel uit van de band Punch Brothers en speelde eerder in Leftover Salmon en in de John Cowan Band.

## Biografie
Pikelny begon banjo te spelen op 8-jarige leeftijd. Hij volgde lessen aan de Old Town School of Folk Music in Chicago. Op de middelbare school begon hij te studeren bij Greg Cahill van de Chicago bluegrassband The Special Consensus. Pikelny zat van 2002 in Leftover Salmon, tot hij in 2004 vertrok om van 2004 tot 2006 in de John Cowan Band te spelen. Hij speelde op de plaat New Tattoo van de band, net voor de oprichting van Punch Brothers in datzelfde jaar. Chris Thile van Nickel Creek was van plan een strijkkwintet te formeren, maar wist niet welke richting hij zou kiezen, behalve dat hij fiddler Gabe Witcher wilde opnemen. Nadat Thile een jamsessie had gehad met Witcher, Pikelny, bassist Greg Garrison en gitarist Chris Eldridge, besloot hij om een kwintet te formeren. De band heette The How to Grow a Band in 2006, toen ze de begeleidingsband waren van Thile's solo-publicatie How to Grow a Woman from the Ground, evenals de volgende ondersteunende shows. Na een aan- en uit-tournee in 2007, die samenviel met Nickel Creeks Farewell (For Now) Tour, werd de naam van de band kort veranderd in Tensions Mountain Boys en vervolgens in Punch Brothers (ontleend aan een kort verhaal van Mark Twain). Punch Brothers bracht op 26 februari 2008 hun eerste officiële album Punch als band uit bij Nonesuch Records. Pikelny was inwoner van Skokie, Illinois, maar woont momenteel in Nashville (Tennessee).

## Awards
Pikelny ontving in 2010 de Steve Martin Prize for Excellence in Banjo and Bluegrass. Op 5 november 2010 verscheen hij in de Late Show with David Letterman, die naast Martin een komische versie van Dueling Banjos speelde en later trad hij op met Martin en Punch Brothers. Pikelny's album Beat the Devil and Carry a Rail uit 2011 werd genomineerd voor «Best Bluegrass Album» bij de Grammy Awards 2013. In 2014 werd hij bij de International Bluegrass Music Awards door de International Bluegrass Music Association uitgeroepen tot banjospeler van het jaar, een onderscheiding die hij ook in 2017 ontving. Hij ontving ook de prijs voor album van het jaar voor Noam Pikelny Plays Kenny Baker Plays Bill Monroe - hetzelfde album dat genomineerd zou worden voor «Best Bluegrass Album» tijdens de 57e jaarlijkse GRAMMY® Awards in 2015. In 2019 won Punch Brothers een Grammy Award voor beste folkalbum voor hun album All Ashore.

## Discografie
Solo
- 2004: In the Maze (Compass Records)
- 2011: Beat the Devil and Carry a Rail	(Compass Records)
- 2013: Noam Pikelny Plays Kenny Baker Plays Bill Monroe (Compass Records)
- 2017: Universal Favorite (Rounder Records)

Leftover Salmon
- 2003:	O' Cracker Where Art Thou'  (Pitch-a-Tent)
- 2004:	Leftover Salmon (Compendia)

Punch Brothers
- 2006:	How to Grow a Woman from the Ground (Sugar Hill)
- 2008:	Punch (Nonesuch)
- 2010:	Antifogmatic (Nonesuch)
- 2012:	Who's Feeling Young Now? (Nonesuch)
- 2015:	The Phosphorescent Blues (Nonesuch)
- 2018:	All Ashore (Nonesuch)

- International Standard Name Identifier: 0000 0000 3925 5407
- Library of Congress Control Number: n2008074873
- MusicBrainz: 87469db6-d67d-45e1-996f-c406596f8cbe
- Virtual International Authority File: 68409493
- WorldCat: E39PBJcGjmwmwv67RT4Cjp6R8C